# Knockcroghery
Knockcroghery (iriska: Cnoc an Chrochaire) är en ort i republiken Irland.   Den ligger i grevskapet Roscommon och provinsen Connacht, i den centrala delen av landet, 120 km väster om huvudstaden Dublin. Knockcroghery ligger 56 meter över havet och antalet invånare är 307.
Terrängen runt Knockcroghery är platt. Runt Knockcroghery är det glesbefolkat, med 18 invånare per kvadratkilometer. Närmaste större samhälle är Athlone, 19,2 km sydost om Knockcroghery. Trakten runt Knockcroghery består i huvudsak av gräsmarker.